# Polideportivo Ejido
Polideportivo Ejido was een Spaanse voetbalclub uit El Ejido (Almería). De club werd opgedoekt in 2012.

## Historie
Polideportivo Ejido wordt opgericht in 1969. De club opereerde gedurende langere tijd in de semiprofessionele regionen van de Spaanse voetbalcompetities totdat zij in 1989 promoveerde naar de Tercera División. Zij speelde verscheidene jaren in de Tercera División en Segunda División B, maar van 2001 zal het dankzij twee achtereenvolgende kampioenschappen gaan uitkomen in de Segunda División A. Hier speelt de club tot 2008, waarna degradatie naar de Segunda B plaatsvindt.

## Bekende (oud-)spelers
- Ildefons Lima
- Jorge Molina
- Jonathan Soriano
- Stephen Sunday
- Gerardo Torrado
- Mirosław Trzeciak